# Aviles Open
L'Aviles Open è stato un torneo di tennis facente parte del Grand Prix giocato nel 1975 ad Avilés in Spagna su campi in terra rossa.

## Albo d'oro

### Singolare
| Anno | Vincitore    | Finalista              | Punteggio     |
| ---- | ------------ | ---------------------- | ------------- |
| 1975 | Nikola Pilić | Juan Ignacio Muntañola | 6–3, 6–4, 6–3 |